# Elisabeth van Hannover

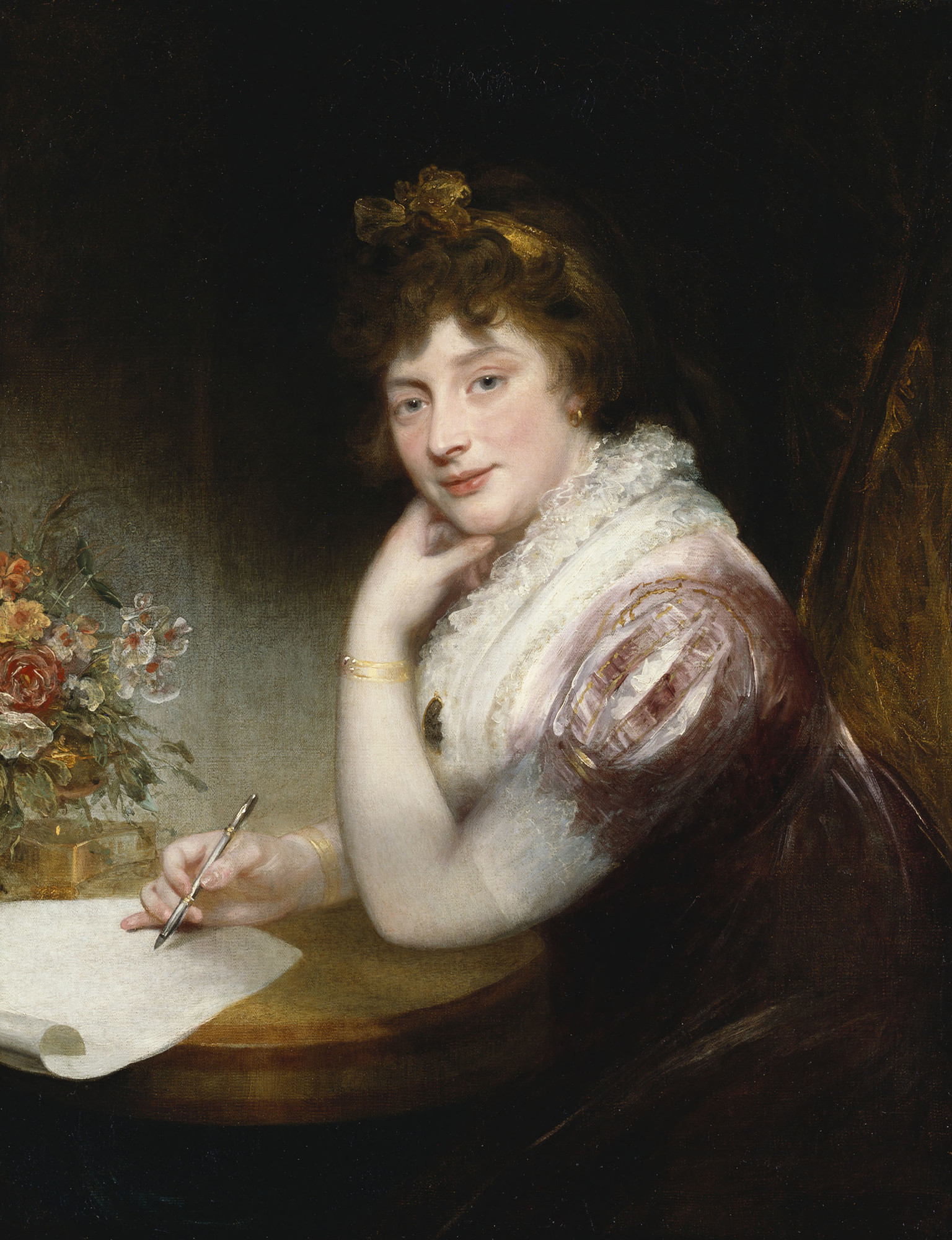
Elisabeth van het Verenigd Koninkrijk

Elisabeth van Hannover (Buckingham House, 22 mei 1770 — Vrije stad Frankfort (nu Frankfurt am Main), 10 januari 1840) was als dochter van koning George III van het Verenigd Koninkrijk lid van de Britse koninklijke familie.

## Levensloop
Prinses Elisabeth werd geboren te Buckingham House, Londen. Haar vader was de regerende vorst, koning George III, en haar moeder de Britse koningin Charlotte. Haar ouders voedden hun kinderen nogal beschermd op, vooral hun dochters. Prinses Elisabeth bracht dan ook het grootste gedeelte van haar tijd door met haar ouders en zussen. Het nadeel hiervan was dat drie van haar zussen nooit trouwden. 
Elisabeth trouwde wel. Op 7 april 1818 trad de prinses in de privé-kapel van Buckingham House in het huwelijk met prins Frederik van Hessen-Homburg, zoon van landgraaf Frederik V van Hessen-Homburg. De prinses verhuisde vervolgens naar Duitsland. Frederik volgde in 1820 zijn vader op als Landgraaf van Hessen-Homburg. Elisabeth en Frederik kregen geen kinderen, waardoor Frederik na zijn dood in 1829 werd opgevolgd door zijn broer Lodewijk. Elisabeth zelf stierf in 1840 op 69-jarige leeftijd. Ze werd bijgezet in het familiemausoleum.

## Titels
- Hare Koninklijke Hoogheid De Prinses Elisabeth (1770-1818)
- Hare Koninklijke Hoogheid Prinses Frederik van Hessen-Homburg (1818-1820)
- Hare Koninklijke Hoogheid De Landgravin van Hessen-Homburg (1820-1840)

- Biblioteca Nacional de España: XX5448665
- Bibliothèque nationale de France: cb107370956 (data)
- Gemeinsame Normdatei: 119455579
- International Standard Name Identifier: 0000 0003 7474 2624
- Library of Congress Control Number: nr95042790
- Nationale Bibliotheek van Israël: 987007290242005171
- Nederlandse Thesaurus van Auteursnamen: 121093549
- RKD-Nederlands Instituut voor Kunstgeschiedenis: 25988
- Union List of Artist Names: 500027648
- Virtual International Authority File: 170513522
- WorldCat: E39PBJB4gYMp4J8tCcgGymxkXd